# Мессена (дочь Триопа)
Мессена (др.-греч. Μεσσήνη) — персонаж древнегреческой мифологии. 
Дочь Триопа (сына Форбанта) из Аргоса. Жена Поликаона (сына Лелега). Поселилась с мужем в Мессении, в городе Андания. При них из Элевсина прибыл Кавкон и принёс таинства Великих богинь. Её культ установил мессенский царь Главк. Её храм в Мессене со статуей из золота и паросского мрамора.